# ATS・D2
ATS・D2は、ATSチームが1979年のF1世界選手権用に製作したフォーミュラ1カー。ハンス＝ヨアヒム・スタックがドライブしたが、ポイントを得ることはできなかった。オーストリアからはATS・D3に取って代わられた。

## 概要
デザイナーはジョン・ジェントリーとジャコモ・カリーリ。カリーリは以前フェラーリで働いていた。アルミニウム製モノコックボディにフォード-コスワース DFVエンジンを搭載した。

## レース戦績
ATSは1979年シーズン、ハンス＝ヨアヒム・スタックの1台体制で戦った。D2は総じて信頼性に欠け、決勝進出7戦の内完走したのは2戦のみであった。開幕戦のアルゼンチンと第9戦のイギリスでは予選落ちしている。最高位の8位となったベルギーでは、予選は20位で通過している。スタックはシーズンの大半をグリッドの後方3列からスタートすることとなったが、モナコでは予選を12位で通過している。
オーストリア以降、チームは新型のD3にスイッチしている。

## F1における全成績
(key) （太字はポールポジション）
| 年     | チーム        | エンジン                | タイヤ | ドライバー                 | 1   | 2   | 3   | 4   | 5   | 6   | 7   | 8   | 9   | 10  | 11  | 12  | 13  | 14  | 15  | ポイント | 順位 |
| ------ | ------------- | ----------------------- | ------ | -------------------------- | --- | --- | --- | --- | --- | --- | --- | --- | --- | --- | --- | --- | --- | --- | --- | -------- | ---- |
| 1979年 | ATSホイールズ | フォード-コスワース DFV | G      |                            | ARG | BRA | RSA | USW | ESP | BEL | MON | FRA | GBR | GER | AUT | NED | ITA | CAN | USE | 2*       | 11位 |
| 1979年 | ATSホイールズ | フォード-コスワース DFV | G      | ハンス＝ヨアヒム・スタック | DNQ | Ret | Ret | DSQ | 14  | 8   | Ret | DNP | DNQ | Ret |     |     |     |     |     | 2*       | 11位 |

* ポイントはATS・D3によるもの。

## 注
1. 1 2 3 4 5  ATS D2 @ StatsF1
2. ↑  Nye, 1985, p. 164

## 参照
- Nye, Doug (1985). Autocourse History of the Grand Prix Car 1966-1985. Richmond, Surrey, United Kingdom: Hazelton Publishing. ISBN 0905138376